# Сражение под Риихимяки
Сражение под Рийхимяки (фин. Riihimäki) — эпизод гражданской войны в Финляндии, боевое столкновение Немецкой остзейской дивизии и Красной гвардии, произошедшее 22 апреля 1918 года, результатом чего стал захват немцами Рийхимяки. Битва известна по причине большого взрыва, случившегося, когда немецкий артиллерийский снаряд уничтожил поезд, груженный взрывчатым веществом. После взрыва немцы смогли захватить город без большого сопротивления. Потери красных составили 60-100 человек, немцы потеряли пять человек.

## История города
В 1870 году, когда была построена железная дорога, связавшая Финляндию и Санкт-Петербург, Рийхимяки стал важным железнодорожным узлом для транспортировки солдат и военных материалов. Из-за его стратегического расположения там в 1910-м начали строить гарнизонные сооружения, которые были окончательно возведены в 1914 году. Артиллерийская батарея стала важной частью гарнизона.
В 1917 году, во время обострения противостояния низших и высших классов Финляндии, в ассоциацию рабочих города Рийхимяки вошло много новых членов, многие из которых поддерживали идею революции в Финляндии. В итоге 24 октября была создана красная гвардия Рийхимяки, которая в ноябре получила оружие.
Военным руководителем красной гвардии Рийхимяки стал Эфраим Кронквист. В Рийхимяки был создан районный штаб и разные воинские подразделения, например, артиллерийское. Вокруг городских районов были созданы оборонительные сооружения, в частности в Хирсимяки, Пийкинмяки и Патастенмяки.

## Атака на Рийхимяки
Сразу в начале гражданской войны командование белых попросило Германскую империю о помощи, и в качестве сил поддержки на север был отправлен генерал Рюдигер фон дер Гольц и его остзейская дивизия. Дивизия прибыла в Ханко в 3-4 апреля, откуда они продолжили свою переброску на Хельсинки. Столица была захвачена 13 апреля. Следующей целью дивизии стала Хямеэнлинна, но перед этим нужно было занять Хювинкяя и Рийхимяки.
19 апреля началась битва за Хювинкяя, которая закончилась утром во воскресения 21 апреля. Немцы продолжили свой путь к Рийхимяки и приехали в городской район под названием Херайоки вечером того же дня. Район был пуст, потому что красные заняли боевые позиции рядом с железной дорогой, ведущей к городу. У железной дороги немцев встретил бронепоезд и красные солдаты. После краткой битвы немецкий карабинерный полк обошёл Эркюля и Хикия, чтобы войти в Рийхимяки. В Хикия инженерные войска перекрыли железную дорогу.

Утром в 22 апреля началась атака на Рийхимяки с трёх разных сторон. Немцы заметили передвижение войск на пристанционном участке пути, который был создан простыми людьми и красной гвардией, потому что они не могли уехать из Рийхимяки благодаря пионерской группе. Немцы стали обстреливать бегущих людей из горной пушки. Первый снаряд пушки попал в скалу, которая была рядом с целью бомбардировки. Третий снаряд попал в вагон поезда, который был загружен взрывчатым веществом. В 7.20 последовал мощный взрыв, который вызвал ужасные разрушения. Говорят, что взрыв был слышен даже в Хямеенлинне.

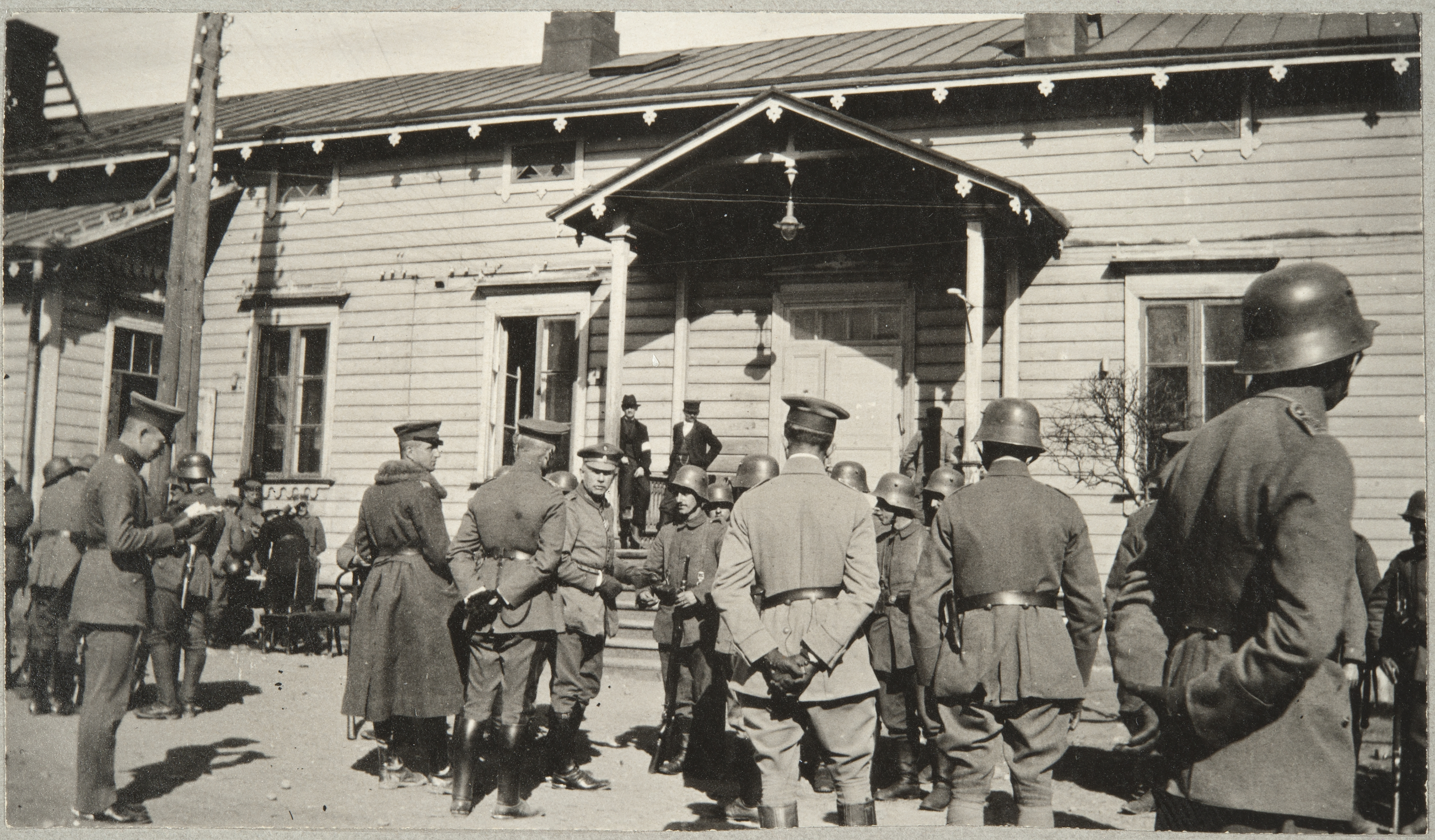

Немцы были удивлены результатами обстрела и стали двигаться вперёд, но не прямо в сторону красных, а обходя их с востока. Артиллерия красной гвардии пыталась остановить врагов, но безуспешно. Сражение под Рийхимяки унесло жизни пяти немцев и 60-100 солдат красной гвардии.

## Лагерь для военнопленных
После захвата многие красные из Рийхимяки и из других городов были взяты в плен. Вокруг города были созданы тюрьмы, которые быстро заполнились, и место для лишних плен не было. Взамен белые решили превратить казарму Рийхимяки в лагерь для военнопленных. Этот лагерь стал одним из самых больших по количеству военнопленных в Финляндии. В одно время красных военнопленных было 8495, а количество обслуживающего персонала и охранников составляло около 500 человек.
Условия в лагере были ужасные, из-за чего много военнопленных умерло. Там было недостаточно полноценной еды, возникли проблемы с гигиеной, что привело многих заключенных к гибели. Из-за плохих условий в лагере распространялись болезни. В 1918 году в лагере умерло в общей сложности 1040 человек. Казни тоже были частью истории лагеря Рийхимяки. Когда лагерь был основан, пленных казнили без суда и следствия. Только в конце июня уголовная права Финляндии начала расследовать преступления подозреваемых. Первой казненной военнопленной стала 16-летняя Мартта Сааринен, которая работала безоружной посланницей для красной гвардии4. Казнённых было больше 140 и среди них был военный лидер гвардии Рийхимяки Эфраим Кронквист.